# Liste der denkmalgeschützten Objekte in Hopfgarten im Brixental
Die Liste der denkmalgeschützten Objekte in Hopfgarten im Brixental enthält die 24 denkmalgeschützten, unbeweglichen Objekte der Gemeinde Hopfgarten im Brixental im Bezirk Kitzbühel (Tirol).

## Denkmäler
| Foto  |                 | Denkmal | Standort                                                | Beschreibung | Metadaten |
| ----- | --------------- | --- | ------------------------------------------------------- | --- | --- |
| ja    | Datei hochladen | Burgruine Engelsberg HERIS-ID: 39295 Objekt-ID: 39015 TKK: 7179                                                  | südwestlich Elsbethen 11 Standort KG: Hopfgarten Land   | Urkundlich 1234, aber sicher älter. Beim Bistum Regensburg (Herrn von Engelsberg, Dienstmannen von Regensburg), ab 1380 Bistum Salzburg (eigene Pfleger). 1526 im Bauernaufstand durch Pinzgauer Bauern zerstört. | BDA-Hist.: Q37988438 Status: Bescheid Stand der BDA-Liste: 2025-06-30 Name: Burgruine Engelsberg GstNr.: .494 Burgruine Engelsberg                                                                                      |
| ja    | Datei hochladen | Elsbethenkapelle HERIS-ID: 93734 Objekt-ID: 108808 TKK: 5725                                                     | östlich Elsbethen 14 Standort KG: Hopfgarten Land       | Ehemalige Kapelle der Burg Engelsberg, 1494 von Propst Bartlmä Hamerspach errichtet. Außen gotisches Aussehen, im 18. Jahrhundert barockisiert. Ein beliebter Wallfahrtsort. | BDA-Hist.: Q37762889 Status: § 2a Stand der BDA-Liste: 2025-06-30 Name: Elsbethenkapelle GstNr.: .499/1 Elsbethenkapelle in Hopfgarten im Brixental                                                                     |
| ja    | Datei hochladen | Kruzifix HERIS-ID: 93739 Objekt-ID: 108815 TKK: 7188                                                             | östlich Elsbethen 14 Standort KG: Hopfgarten Land       | Das große Wegkreuz mit Pultdach und gefasstem Corpus stammt aus der Mitte des 19. Jahrhunderts. | BDA-Hist.: Q37762913 Status: § 2a Stand der BDA-Liste: 2025-06-30 Name: Kruzifix GstNr.: .499/1 |
| ja    | Datei hochladen | Kirchenruine Hörbrunn HERIS-ID: 93638 Objekt-ID: 108697 TKK: 5865                                                | bei Hörbrunn 8 Standort KG: Hopfgarten Land             | Der Bau der Kirche für die geplante Arbeitersiedlung wurde nach 1850 von Franz Friedrich, dem Besitzer der Glashütte Hörbrunn, begonnen. 1872 wurde der Bau wegen Geldmangels aufgrund des Niedergangs der Glashütte eingestellt. Er blieb unvollendet und verfiel seitdem. Die Reste werden seit 2010 gesichert. Der Bau mit geradem Chorschluss hat an der Stirnseite ein Rundbogentor mit zwei seitlichen Segmentbogennischen. Der Giebel ist eingestürzt, die geplante Fensterrose lässt sich noch erkennen. An den Traufseiten befinden sich je vier, am Chor zwei geschlossene Rundbogenfenster. Sowohl außen als auch innen war eine Gliederung durch Gesimse und Pilaster vorgesehen. | BDA-Hist.: Q37762664 Status: § 2a Stand der BDA-Liste: 2025-06-30 Name: Kirchenruine Hörbrunn GstNr.: .483 Kirchenruine Hörbrunn                                                                                        |
| ja    | Datei hochladen | Mariahilf-Kapelle HERIS-ID: 93505 Objekt-ID: 108542 TKK: 5806                                                    | neben Kelchsau-Oberdorf 11 Standort KG: Hopfgarten Land | Die große, gemauerte Kapelle wurde Anfang des 18. Jahrhunderts gebaut, 1979 restauriert. Sie hat einen dreiseitigen Chorschluss und ein mit Blech gedecktes Walmdach und einen Dachreiter. An der Stirnseite gibt es eine rechteckige Türe in segmentbogiger Laibung, daneben ein kleines Segmentbogenfenster mit Durchsteckgitter. Links und rechtes neben der Türe befinden sich zwei gemalte Darstellungen der hll. Maria und Leonhard. An den Traufseiten je zwei und an den Chorschrägen je ein Rechteckfenster mit Durchsteckgitter. Der Dachreiter hat rundbogige Schallfenster und trägt einen, mit Holzschindeln verkleideten Zwiebelhelm. Innen Flachtonnengewölbe, der Chor ist mit Kappen gewölbt. Reiche malerische Ausgestaltung, die Deckenmalerei stammt von Josef Widmann (1877–1935) laut Inschrift aus dem Jahre 1906, die Glasfenster zeigen Heiligendarstellungen. Die Betbänke haben geschwungene Wangen. | BDA-Hist.: Q37762467 Status: § 2a Stand der BDA-Liste: 2025-06-30 Name: Mariahilf-Kapelle GstNr.: .608 |
| ja BW | Datei hochladen | Friedhof und Wirtschaftsgebäude HERIS-ID: 93564 Objekt-ID: 108609 TKK: 56777, 56775                              | Kelchsau-Unterdorf 53a Standort KG: Hopfgarten Land     | Der Friedhof ist um Kirche und Pfarrhof angelegt, die Umfassungsmauer wurde im 20. Jahrhundert erneuert. Innerhalb des Friedhofs und östlich hinter der Kirche stand ein teils aus Bruchsteinen gemauertes, teils in Ständerbauweise mit senkrechter Bretterverschalung errichtetes Wirtschaftsgebäude mit Satteldach aus dem 19. Jahrhundert. Es wurde um 2009 abgetragen. | BDA-Hist.: Q63986614 Status: § 2a Stand der BDA-Liste: 2025-06-30 Name: Friedhof und Wirtschaftsgebäude GstNr.: 5416, 5414                                                                                              |
| ja    | Datei hochladen | Kath. Pfarrkirche hl. Rupert HERIS-ID: 55635 Objekt-ID: 64369 TKK: 7139                                          | Kelchsau-Unterdorf 53 Standort KG: Hopfgarten Land      | Die frühhistoristische Kirche mit Rundapsis und Giebelreiter wurde 1849–1859 erbaut, ab 1891 anlässlich der Erhebung zur Pfarrkirche neu ausgestattet und nach einem Brand 1938 wiederhergestellt. Das dreijochige Langhaus ist im Inneren mit einem Tonnengewölbe mit Gurten versehen und mit Pilastern gegliedert. Die Wand- und Deckenmalereien wurden 1892/93 von Virgil Groder geschaffen. | BDA-Hist.: Q23929010 Status: § 2a Stand der BDA-Liste: 2025-06-30 Name: Kath. Pfarrkirche hl. Rupert GstNr.: .622 Pfarrkirche Kelchsau                                                                                  |
| ja    | Datei hochladen | Kriegerdenkmal HERIS-ID: 100313 Objekt-ID: 116536 TKK: 56776                                                     | bei Kelchsau-Unterdorf 53 Standort KG: Hopfgarten Land  | Das um 1950 errichtete Kriegerdenkmal in Kelchsau befindet sich an der Eingangsfassade der Kirche. Es besteht aus einem hohen Sockel und einer Inschriftentafel mit den Namen der Gefallenen und Vermissten beider Weltkriege, die von Pilastern gerahmt und einem Segmentbogengiebel bekrönt wird. | BDA-Hist.: Q63986615 Status: § 2a Stand der BDA-Liste: 2025-06-30 Name: Kriegerdenkmal GstNr.: 5416 |
| ja    | Datei hochladen | Widum HERIS-ID: 93561 Objekt-ID: 108606 TKK: 7150                                                                | Kelchsau-Unterdorf 53 Standort KG: Hopfgarten Land      | Der Pfarrhof in Kelchsau wurde Mitte des 19. Jahrhunderts an die südliche Traufseite der Kirche angebaut. Es handelt sich um einen zweigeschoßigen Bau mit Satteldach auf rechteckigem Grundriss. An seiner westlichen Traufseite eine doppelflügelige Tür mit Oberlichte. Die Gliederung erfolgt durch putzfaschenartige Vertiefungen und eine umlaufende Hohlkehle. Im 20. Jahrhundert wurde ostseitig ein mittig liegender, risalitartiger Anbau mit Satteldach und Söller angefügt. | BDA-Hist.: Q37762539 Status: § 2a Stand der BDA-Liste: 2025-06-30 Name: Widum GstNr.: .621 |
| ja    | Datei hochladen | Neuer Friedhof und Aufbahrungshalle HERIS-ID: 95584 Objekt-ID: 110946                                            | Lehenweg 1a Standort KG: Hopfgarten Land                | Der neue Friedhof nordöstlich der Pfarrkirche wurde mehrmals erweitert. Die Aufbahrungshalle am nordöstlichen Ende des Friedhofs wurde nach Plänen von Peter Schuh errichtet und 2001 geweiht. Es handelt sich um einen über achteckigem Grundriss errichteten Zentralraum mit Zeltdach und hoher Laterne sowie einer an der Ostseite angefügten, zum Friedhof hin offenen Vorhalle mit Walmdach. Im Inneren befinden sich Wandmalereien von Adi Holzer mit Darstellungen des Guten Hirten, des barmherzigen Vaters, der Verkündigung und der Auferweckung des Lazarus. Anmerkung: Der südliche und nordwestliche Teil des Friedhofs liegen in der KG Hopfgarten Markt. | BDA-Hist.: Q37766525 Status: § 2a Stand der BDA-Liste: 2025-06-30 Name: Neuer Friedhof und Aufbahrungshalle GstNr.: 557/2 Neuer Friedhof und Aufbahrungshalle, Hopfgarten                                               |
| ja BW | Datei hochladen | Kapelle zu Ehren des Hl. Kreuzes HERIS-ID: 39296 Objekt-ID: 39016 TKK: 5829                                      | Penningdörfl Standort KG: Hopfgarten Land               | Die große, gemauerte Kapelle mit leicht eingezogenem Rundchor und einem steilen, mit Holzschindeln gedecktem Walmdach wurde 1736 anstelle des Vorgängerbaues errichtet. Der Eingang erfolgt an der südlichen Stirnseite durch ein rundbogiges Portal mit Vordach, das von zwei rundbogigen Fenstern flankiert wird. An den Traufseiten je zwei und an der Chorost- und Chorwestseite jeweils ein weiteres Rundbogenfenster. Der asymmetrisch auf der westlichen Dachschräge sitzende, hohe, verschindelte Dachreiter hat rechteckige Schallfenstern und einen steilen, oktogonalen Giebelspitzhelm. Das Stichkappentonnengewölbe im Inneren ist mit der Anbetung der Hirten bemalt, flankiert von Darstellungen der hll. Joachim und Anna. | BDA-Hist.: Q37988448 Status: Bescheid Stand der BDA-Liste: 2025-06-30 Name: Kapelle zu Ehren des Hl. Kreuzes GstNr.: .327                                                                                               |
| ja    | Datei hochladen | March-Kirchl HERIS-ID: 96322 Objekt-ID: 111806 TKK: 56828                                                        | Standort KG: Hopfgarten Land                            | Die am Salzachjoch (1983 m ü. A.) an der Grenze zu Salzburg gelegene Kapelle wurde um 1900 errichtet. | BDA-Hist.: Q37767743 Status: § 2a Stand der BDA-Liste: 2025-06-30 Name: March-Kirchl GstNr.: 5917 Markkirchl, Hopfgarten im Brixental                                                                                   |
| ja    | Datei hochladen | Stegner-Brücke HERIS-ID: 95556 Objekt-ID: 110916                                                                 | Brixentaler Straße Standort KG: Hopfgarten Land         | Die Stegner-Brücke ist eine 1927 erbaute Holzbalkenbrücke mit Betonfundamenten, senkrecht verschalter Bretterbrüstung und einem Satteldach. Sie verbindet die Katastralgemeinden Hopfgarten Land und Markt über die Brixentaler Ache. | BDA-Hist.: Q37766454 Status: § 2a Stand der BDA-Liste: 2025-06-30 Name: Stegner-Brücke GstNr.: 6522 Stegner-Brücke, Hopfgarten                                                                                          |
| ja    | Datei hochladen | Stegner-Brücke HERIS-ID: 93729 Objekt-ID: 108803                                                                 | Brixentaler Straße Standort KG: Hopfgarten Markt        | Die Stegner-Brücke verbindet die Katastralgemeinden Hopfgarten Land und Markt über die Brixentaler Ache. | BDA-Hist.: Q37762847 Status: § 2a Stand der BDA-Liste: 2025-06-30 Name: Stegner-Brücke GstNr.: 330/3, 6262 Stegner-Brücke, Hopfgarten                                                                                   |
| ja    | Datei hochladen | Praderkapelle HERIS-ID: 27234 Objekt-ID: 23750 TKK: 5860                                                         | bei Brixentaler Straße 2 Standort KG: Hopfgarten Markt  | Die kleine, offene Wegkapelle mit dreiseitigem Chorschluss und einem Vordach auf marmorierten Holzsäulen wurde in der 1. Hälfte des 19. Jahrhunderts erbaut. Im Chorscheitel befindet sich ein kleines Rundfenster. Das steile, mit Schindeln gedeckte und leicht geschweifte Satteldach ist über dem Chor abgewalmt, im Giebelfeld ist ein Auge Gottes aufgemalt. Unter dem Vordach eine Flachdecke mit einem aufgemalten Medaillon der Marienkrönung, die rundbogige Nische ist durch ein Gitter verschlossen, darin aufgemalt Ranken und die hll. Antonius von Padua und Josef. | BDA-Hist.: Q37909294 Status: Bescheid Stand der BDA-Liste: 2025-06-30 Name: Praderkapelle GstNr.: 114/4 |
| ja    | Datei hochladen | Neuer Friedhof HERIS-ID: 94018 Objekt-ID: 109144                                                                 | Lehenweg 1a Standort KG: Hopfgarten Markt               | Der neue Friedhof nordöstlich der Pfarrkirche wurde mehrmals erweitert. An der Südostseite befindet sich ein Tor mit zwei Pfeilern mit geschweiften Zeltdächern. Anmerkung: Der nordöstliche Teil des Friedhofs liegt in der KG Hopfgarten Land. | BDA-Hist.: Q37763377 Status: § 2a Stand der BDA-Liste: 2025-06-30 Name: Neuer Friedhof GstNr.: 6/2, 36, .157 Neuer Friedhof und Aufbahrungshalle, Hopfgarten                                                            |
| ja    | Datei hochladen | Polizeigebäude, ehem. Fronfeste HERIS-ID: 76355 Objekt-ID: 89915 TKK: 6947                                       | Marktgasse 8 Standort KG: Hopfgarten Markt              | Die im Kern gotische ehemalige Fronfeste erhielt ihre heutige Form im 18. Jahrhundert. Das hohe, dreigeschoßige Gebäude mit steilem, leicht geknicktem Krüppelwalmdach weist eine regelmäßige, fünfachsige Giebelfassade und ein Rechteckportal auf. An der rückwärtigen Giebelseite befindet sich ein halbrunder Treppenhausanbau. Durch Hohlkehlen am Dachansatz und Faschenrahmung um die annähernd quadratischen Fenster mit Holzschlagläden an den Hauptfassaden entsteht der barocke Eindruck. Im Inneren haben sich einzelne gotische Baudetails erhalten. | BDA-Hist.: Q38143677 Status: Bescheid Stand der BDA-Liste: 2025-06-30 Name: Polizeigebäude, ehem. Fronfeste GstNr.: .11                                                                                                 |
| ja    | Datei hochladen | Figurenbildstock hl. Florian HERIS-ID: 93932 Objekt-ID: 109056 TKK:                                              | Marktgasse 14 Standort KG: Hopfgarten Markt             | Die Statue des hl. Florian wurde 1601 aus Eisenblech geschaffen. | BDA-Hist.: Q37763203 Status: § 2a Stand der BDA-Liste: 2025-06-30 Name: Figurenbildstock hl. Florian GstNr.: 127/10 |
| ja    | Datei hochladen | Widum HERIS-ID: 93994 Objekt-ID: 109119 TKK: 6959                                                                | Marktplatz 1 Standort KG: Hopfgarten Markt              | Der mächtige, dreigeschoßige Pfarrhof mit Mittelflurgrundriss und Satteldach wurde 1787 errichtet und 2003 restauriert. An der nordwestlichen Giebelseite befindet sich eine rezente zweigeschoßige Holzveranda mit Pultdach, darüber im dritten Geschoß ein mittig liegender Holzsöller Balusterbrüstung, ebenso an der südöstlichen Giebelseite. Die Fassaden sind durch breite Putzfaschen an den Baukanten und zwischen den Geschoßen gegliedert. Die Fenster sind auf allen Seiten mit geohrten Putzrahmungen, im Erdgeschoß mit Rautengittern versehen. Im Inneren befinden sich flach gedeckte Räume mit Hohlkehlen und einfachen Stuckspiegeln. | BDA-Hist.: Q37763297 Status: § 2a Stand der BDA-Liste: 2025-06-30 Name: Widum GstNr.: .1 Widum, Hopfgarten im Brixental                                                                                                 |
| ja    | Datei hochladen | Mesnerhaus, Schwesternheim, Frühmesserhaus HERIS-ID: 93995 Objekt-ID: 109120 TKK: 56252                          | Marktplatz 2 Standort KG: Hopfgarten Markt              | Der kleine, zweigeschoßige Bau über annähernd quadratischem Mittelflurgrundriss und mit Satteldach wurde um 1780 errichtet, im 20. Jahrhundert wurden Fenster und Dach erneuert. Der Bau ist mit Rauputz verputzt und durch breite, putzfaschenartige Vertiefungen an den Baukanten und umlaufend zwischen den Geschoßen gegliedert. Die Fenster und die Haustüre sind auf allen Seiten geohrt. An der nordwestlichen Giebelseite befindet sich mittig ein zweigeschoßiger Vorbau mit Pultdach. Die Friedhofsummauerung und ein kleines Friedhofsgebäude sind direkt angefügt. | BDA-Hist.: Q37763308 Status: § 2a Stand der BDA-Liste: 2025-06-30 Name: Mesnerhaus, Schwesternheim, Frühmesserhaus GstNr.: .2                                                                                           |
| ja    | Datei hochladen | Kath. Pfarrkirche hll. Jakobus d. Ä. und Leonhard, mit altem Friedhof HERIS-ID: 55434 Objekt-ID: 64088 TKK: 6248 | bei Marktplatz 7 Standort KG: Hopfgarten Markt          | Die Kirche wurde 1355 urkundlich erwähnt, 1410 wurde ein gotischer Bau geweiht. Der heutige barocke Bau mit Doppelturmfassade wurde 1758-1764 nach Plänen von Kassian Singer errichtet. Die Dächer und oberen Turmgeschoße wurden 1932 durch Brand zerstört und 1945-1948 wiederhergestellt. Das Innere ist ein weiträumiger Saal, der mit Pilastern, Rocaille-Kapitellen, und einem stark profilierten, verkröpften Gebälk gegliedert ist. Die barocken Decken- und Wandmalereien wurden 1763 von Johann Weiß geschaffen und 1893 und 1932 renoviert und ergänzt. | BDA-Hist.: Q2082697 Status: § 2a Stand der BDA-Liste: 2025-06-30 Name: Kath. Pfarrkirche hll. Jakobus d. Ä. und Leonhard, mit altem Friedhof GstNr.: 38 Pfarrkirche St. Jakob und St. Leonhard, Hopfgarten im Brixental |
| ja    | Datei hochladen | Friedhofsmauer HERIS-ID: 94014 Objekt-ID: 109140 TKK: 56238                                                      | bei Marktplatz 7 Standort KG: Hopfgarten Markt          | Da die Pfarrkirche mit dem sie umgebenden Friedhof auf einer erhöhten, eingeebneten Geländestufe liegt, ist die zum Teil aus dem 18. und 19. Jahrhundert stammende Friedhofsmauer entweder als Stützmauer für den Friedhof (im Süden und Nordwesten) oder gegen den dahinter liegenden Hügel (im Osten) ausgeführt. Nach Süden zum Marktplatz ist sie eine hohe, geböschte Stützmauer, in die eine Treppenanlage, das Kriegerdenkmal und ein Wohnhaus einbezogen sind. | BDA-Hist.: Q37763367 Status: § 2a Stand der BDA-Liste: 2025-06-30 Name: Friedhofsmauer GstNr.: 38 |
| ja    | Datei hochladen | Kriegerdenkmal HERIS-ID: 94012 Objekt-ID: 109138 TKK: 7207                                                       | bei Marktplatz 7 Standort KG: Hopfgarten Markt          | Das Kriegerdenkmal steht südlich unterhalb der Pfarrkirche, die dreijochige Halle mit Kreuzgratgewölben ist in die gemauerte Böschung eingefügt und durch drei Arkaden geöffnet. An der Rückwand des mittleren Jochs befindet sich ein lebensgroßes Pietà-Relief von Josef Kals, an den Wänden der beiden seitlichen Joche Granittafeln mit den Namen der Gefallenen der beiden Weltkriege. Das Kriegerdenkmal wurde 1950 geplant und 1960 realisiert. | BDA-Hist.: Q37763345 Status: § 2a Stand der BDA-Liste: 2025-06-30 Name: Kriegerdenkmal GstNr.: 38 |
| ja    | Datei hochladen | Ehem. Gasthaus Krone, Gemeindeamt HERIS-ID: 16334 Objekt-ID: 12592 TKK: 6953                                     | Marktplatz 8 Standort KG: Hopfgarten Markt              | Der zweigeschoßige Bau mit hohem Kellersockel und Satteldach über Mittelflurgrundriss wurde im 16. Jahrhundert errichtet, 1931 umgebaut und neu fassadiert und 2002 als Gemeindeamt adaptiert. An der nordöstlichen Giebelseite befindet sich ein rundbogiges Portal, das durch eine Freitreppe erschlossen ist, darüber ein Söller mit schmiedeeiserner Brüstung. Das Innere weist Tonnengewölbe mit Stichkappen und spätgotische Balkendecken mit Schnitzereien und im Stiegenhaus eine kleine, spitzbogige Tür mit steinerner Laibung auf. Erhalten ist auch der Dachstuhl aus dem 16. Jahrhundert. An der südwestlichen Giebelseite wurde über den Kellergewölben eines barocken Wirtschaftsgebäudes ein Erweiterungsbau angefügt. | BDA-Hist.: Q37812895 Status: Bescheid Stand der BDA-Liste: 2025-06-30 Name: Ehem. Gasthaus Krone, Gemeindeamt GstNr.: .26                                                                                               |